# 林思承
林思承（1412年—？），字思承，福建興化府莆田縣人，明朝政治人物。

## 生平
福建鄉試第六十六名。景泰五年（1454年）甲戌科進士。任冀州知州，奏蠲蕪田賦二千頃，増築堤堰以禦漳河水患，歷官淮安府同知。

## 家族
曾祖父林仲文，曾任訓導。祖父林應鳳。父亲林珪，曾任訓導。